# ISO 3166-2:MF
ISO 3166-2:MFはISOの3166-2規格のうち、MFで始まるものである。フランス領サン・マルタン島の行政区分コードを意味する。サン・マルタン島はISO 3166-1(ISO 3166-1 alpha-2)で、2007年のグアドループからの分離によりMFを国コードとして割り振られている。ISO 3166-2:MFに対応する行政区分コードの割り当てはない。
ただし、サン・マルタン島にはフランスの地方行政区画としてISO 3166-2:FRでFR-MFが割り当てられている。